# Athlon 64 FX
Athlon 64 FX é uma gama de processadores para entusiastas de geração K8. Assim como o Athlon 64, o Athlon 64 FX é indicado para quem faz overclock por ter seu multiplicador de clock destravado, que é travado em outros processadores, e cache L2 de 1 MiB. Os modelos de número ímpar são processadores single-core e de número par, dual-core.

## A linha FX e sua repercusão
Os primeiros Athlon 64 FX eram Opterons renomeados que inclusive usava memórias registradas, surgiram na tentativa de desbancar a Intel quando vieram os Pentium 4 e AMD ainda estava com os Athlon XP e tinha lançado a arquitetura AMD64 apenas para servidores. Junto com o Athlon 64 FX veio o Pentium 4 Extreme Edition da Intel, que era um Pentium 4 com cache L3. Até hoje o Pentium 4 EE é muito discutido se tem ou não desempenho maior, ou se não foi uma jogada de marketing da Intel para proteger o Pentium 4. Quando a AMD lança o Athlon 64, a grande diferença fica no cache L2 maior e o multiplicador clock destravado, posteriormente a maior diferença seria o multiplicador de clock já que a AMD lançou modelos de Athlon 64 com 1 MiB de cache L2.
Devido a não existir um Athlon 64 FX com tecnologia de 65nm, o overclock fica prejudicado. Muitos entusiastas dizem que os processadores Athlon 64 de núcleo "Lima" e Athlon 64 X2 de núcleo "Brisbane" são melhores em overclock apesar de terem seu multiplicador de clock travado.

## Plataforma "Quad FX"
Também conhecida como plataforma 4x4, a plataforma Quad FX permite que 4 núcleos sejam utilizados, foi um tentativa da AMD concorrer com os processadores de 4 núcleos Core 2 Quad da Intel. A AMD promete que na sua linha K10, processadores de 4 núcleos sejam compativeis com a plataforma permitindo que até 8 núcleos sejam utilizados.

## Características gerais
- (2x ou 1x) 64 KB de cache L1 de instruções e 64 KiB de cache L1 de dados;
- 1 + 1 MiB de memória cache L2;
- Tecnologia de 130 nm ou 90 nm;
- Soquetes 939, 940, AM2 ou F;
- Instruções x86-64, MMX, SSE, SSE2, SSE3 (SSE3, somente em alguns modelos);
- HT1000.

## Modelos de Athlon 64 FX

### Soquete 940
| Modelo          | Freqüência | Hypertransport | TDP | Tecnologia | Instruções | Núcleo       |
| --------------- | ---------- | -------------- | --- | ---------- | ---------- | ------------ |
| Athlon 64 FX-51 | 2200 MHz   | 1600 MHz       | 89W | 130nm      | SSE2       | Sledgehammer |
| Athlon 64 FX-53 | 2400 MHz   | 1600 MHz       | 89W | 130nm      | SSE2       | Sledgehammer |

### Soquete 939
| Modelo          | Freqüência | Hypertransport | TDP  | Tecnologia | Instruções | Núcleo     |
| --------------- | ---------- | -------------- | ---- | ---------- | ---------- | ---------- |
| Athlon 64 FX-53 | 2400 MHz   | 2000 MHz       | 104W | 130nm      | SSE2       | Clawhammer |
| Athlon 64 FX-55 | 2600 MHz   | 2000 MHz       | 104W | 130nm      | SSE2       | Clawhammer |
| Athlon 64 FX-55 | 2600 MHz   | 2000 MHz       | 104W | 90nm       | SSE3       | San Diego  |
| Athlon 64 FX-57 | 2800 MHz   | 2000 MHz       | 104W | 90nm       | SSE3       | San Diego  |
| Athlon 64 FX-60 | 2600 MHz   | 2000 MHz       | 110W | 90nm       | SSE3       | Toledo     |

### Soquete AM2
| Modelo          | Freqüência | Hypertransport | TDP  | Tecnologia | Instruções | Núcleo  |
| --------------- | ---------- | -------------- | ---- | ---------- | ---------- | ------- |
| Athlon 64 FX-62 | 2800 MHz   | 2000 MHz       | 125W | 90nm       | SSE3       | Windsor |

### Soquete F
| Modelo          | Freqüência | Hypertransport | TDP  | Tecnologia | Instruções | Núcleo     |
| --------------- | ---------- | -------------- | ---- | ---------- | ---------- | ---------- |
| Athlon 64 FX-70 | 2600 MHz   | 2000 MHz       | 125W | 90nm       | SSE3       | Windsor FX |
| Athlon 64 FX-72 | 2800 MHz   | 2000 MHz       | 125W | 90nm       | SSE3       | Windsor FX |
| Athlon 64 FX-74 | 3000 MHz   | 2000 MHz       | 125W | 90nm       | SSE3       | Windsor FX |